# Igor Pamić
Igor Pamić est un footballeur international croate né le 19 novembre 1969 à Žminj reconverti entraîneur de football. Il était attaquant.

## Palmarès
- 5 sélections et 1 but avec l'équipe de Croatie.